# Damián García Puig
Damián García Puig (Barcelona, 24 de abril de 1956 – 5 de marzo de 2020) fue un periodista, empresario y editor español.
A los veinte años coordinó y dirigió la revista Vibraciones. En 1976 creó su propia editorial y, con esto, estuvo al frente de varias revistas musicales entre las que destacan Rock Espezial y Rockdelux, entre otras. En 1985 fue fichado por Antonio Asensio Pizarro, presidente y fundador del Grupo Zeta, y creó la revista mensual Primera Línea. Posteriormente asumió el cargo de director de mensuales y proyectos de nuevas revistas en Editorial Formentera, una empresa del mismo grupo donde, entre otras publicaciones, creó y dirigió las revistas Man, Woman o CNR (esta última aparecía en febrero de 1997 con una tirada de 700 000 ejemplares). Durante su larga etapa trabajando en el grupo, impulsó numerosas cabeceras y proyectos editoriales. En 2000 fue nombrado miembro del consejo editorial de Grupo Zeta. Tres años más tarde abandonó todos sus cargos en este grupo editorial para iniciar una nueva etapa profesional independiente.
También fue director y principal responsable de la discoteca Studio 54 de Barcelona hasta 1992. Posteriormente, dirigió la macrodiscoteca Gran Velvet de Badalona. Creó y dirigió para Antena 3 los programas televisivos juveniles Leña al mono que es de goma y Un planeta de movidas, de los que fue también guionista. Además produjo diversos proyectos editoriales y audiovisuales con El Bulli de Ferran Adrià desde su puesto como director general de elBullimedia.
El reputado periodista musical Diego A. Manrique, que trabajó a las órdenes de García Puig, lo ha definido como "el Ciudadano Kane de la prensa musical" en España y "el mayor creador de revistas", valorando así su figura: «ninguno de aquellos interlocutores de la contracultura alcanzó tanto poder y tan rápido, en campos tan variados como la prensa, las macrodiscotecas y, brevemente, la televisión privada».